# 塙町立図書館
塙町立図書館（はなわちょうりつとしょかん）は、福島県東白川郡塙町の公共図書館。JR磐城塙駅の駅舎と一体化した建物に入る形で、1992年4月1日に町立図書館として開館した。「駅舎一体型」図書館の代表例のひとつとされる。

## 沿革
図書館建設のきっかけとなったのは、1988年のふるさと創生事業であり、1億円の使い道を議論する住民集会から上がった図書館の開設を求める声であった。建設計画は1990年から1992年にかけて進められ、1992年4月1日の開館の時点で蔵書数はおよそ2万冊であった。
一体化するように接続する駅舎は、1993年10月13日から供用開始となり、出札駅務室、待合コーナー、売店がJR東日本の施設として、展示室、会議室などが町の施設として整備された。列車を待つ時間に生徒などが図書館で勉強するといった利用のされ方も多い。
2009年1月からは、町内で独居する70歳以上の高齢者を対象に、職員が蔵書を宅配して貸し出すサービスを始めた。この時点では、蔵書は7万冊以上と報じられた。
2011年時点で、蔵書数はおよそ7万6千冊、年間の利用者数はおよそ8600人、年間の貸し出し数は4万冊以上と報じられた。

## 利用案内
開館時間（火～土曜日）10時から19時まで、（日曜日、祝日）10時から17時まで
休館日
- 月曜日（月曜日が国民の祝日に関する法律に規定する日に当たるときは、その翌日）
- 祝日等の翌日（その日が土、日曜日又は祝日の場合は開館）
- 年末年始（12月29日から1月4日まで）
- 図書整理日　5月、6月、10月、11月、翌年1月及び2月の各末日（ただし、その日が月曜日に当るときはその翌日、日曜日に当るときはその翌々日とする）
- 蔵書点検期間（9月8日から同14日まで）

冊数・期間図書10冊まで14日以内（2週間）